# Jesús María Pereda
Jesús María Pereda Ruiz de Temiño (Medina de Pomar, 15 de junho de 1938 – Barcelona, 27 de setembro de 2011) foi um futebolista e treinador espanhol, que atuava como meio-campo.

## Carreira

### Jogador
Como jogador, ele atuou em vários times espanhois, principalmente o Barcelona durante oito anos. Pela Seleção Espanhola de Futebol, ele ajudou a equipe a vencer o Campeonato Europeu de Futebol de 1964, entrando no time do torneio e marcando um dos gols da vitória de 2–1 contra a União Soviética.

### Treinador
Como treinador, ele ficou a cargo de vários times sub da Espanha, do Xerez e do Castela e Leão.

## Títulos
Real Madrid
- Campeonato Espanhol: 1957–58
- Liga dos Campeões da UEFA: 1957–58

Barcelona
- Copa del Rey: 1962–63 e 1967–68
- Taça das Cidades com Feiras: 1965–66

Espanha
- Eurocopa: 1964

### Artilharias
- Eurocopa de 1964 (2 gols)